# Erpenius
Thomas van Erpe, detto anche Erpenius (Gorinchem, 7 settembre 1584 – Leida, 13 novembre 1624), è stato un orientalista olandese del XVI secolo.

## Biografia
Suo padre, accortosi delle sue notevoli propensioni per le scienze, lo inviò a Leida all'età di 10 anni. Fu in questa città che egli cominciò i suoi studi. Nel giro di alcuni mesi si recò a Middelburg, quindi tornò ancora per un anno a Leida, dove poteva assecondare le sue inclinazioni intellettuali come meglio preferiva. I suoi progressi furono rapidi; in giovanissima età fu quindi ammesso nell'università di questa cittadina e nel 1608 egli ricevette il diploma di Maestro d'Arte (l'equivalente del diploma di studi superiori).
Su sollecitazione di Scaligero, aveva imparato le lingue orientali nel medesimo tempo in cui seguiva i corsi di teologia. Dopo aver esaurito tali studi, viaggiò in Inghilterra, Francia, Italia e paesi tedeschi, intrecciando relazioni personali coi sapienti di quei paesi e arricchendosi dei loro suggerimenti. Durante il suo soggiorno a Parigi si legò d'amicizia con Méric Casaubon, amicizia che durò per tutta la vita, e prese lezioni di arabo da Joseph Barbatus, il cui vero nome era Yusuf ibn Abi Daqn. A Venezia ebbe colloqui con la comunità ebraica e  islamica e approfittò del suo soggiorno in questa città per perfezionarsi anche in turco, persiano ed etiopico.
Erpenius tornò in patria nel 1612, dopo una lunga assenza, ricco di scienza che aveva acquisito nel corso dei suoi viaggi, amato e stimato da tutti gli intellettuali cui aveva reso visita. La sua abilità era già nota; così, dal 10 febbraio dell'anno seguente, fu nominato professore di arabo e di altre lingue orientali, salvo l'ebraico, nell'Università di Leida. Da quel momento si dedicò totalmente all'insegnamento di queste lingue, e a facilitarne lo studio, propagandandone la conoscenza tramite le sue opere. Animato dall'esempio di François Savary de Brèves, che aveva fatto sorgere a sue spese una tipografia araba a Parigi, Erpenius fece fondere a sue spese dei nuovi caratteri arabi e creò una tipografia in casa sua.
Nel 1619 i curatori dell'Università di Leida crearono una seconda cattedra di ebraico per lui. Nel 1620 gli Stati nederlandesi lo inviarono in Francia perché cercasse di invogliare a recarsi nei Paesi Bassi Pierre Dumoulin o André Rivet, con la promessa di una cattedra universitaria di teologia. Questo primo viaggio non ebbe successo e fu seguito, l'anno dopo, da un secondo, col quale venne conseguito l'obiettivo; infatti, Rivet passò in Olanda qualche tempo dopo il ritorno in patria di Erpenius. Gli Stati nederlandesi lo scelsero come interprete e questo gli fornì l'occasione di tradurre diverse lettere di principi musulmani dell'Asia e dell'Africa, e di rispondere loro. Il sovrano del Marocco si dice avesse gran piacere nel leggere le sue lettere arabe, sottolineandone l'eleganza e la purezza di linguaggio.
La reputazione di Erpenius era diffusa in tutta l'Europa: sapienti, vari principi, i re d'Inghilterra e di Spagna,  l'arcivescovo di Siviglia gli fecero offerte estremamente allettanti perché si recasse presso di loro ma egli non volle mai abbandonare la propria patria e morì d'una malattia contagiosa il 13 novembre 1624, all'età di appena 40 anni.
Erpenius ha lasciato numerose opere che indubbiamente non sono perfette, ma se ci si riporta all'epoca in cui esse furono realizzate, se si considera che egli non godé di alcun aiuto, che fu un autodidatta, non si potrà non convenire che egli abbia superato, per l'immensità e la difficoltà dei suoi lavori, gli orientalisti che vennero dopo di lui.

## Pubblicazioni
1. Oratio de lingua arabica, Leyde, 1613, in-4º. Erpenius pronunciò questo lectio magistralis allorché s'insediò nella cattedra di lingua araba: vi si loda l'antichità, la ricchezza, l'eleganza e l'utilità di questa lingua.
2. Annotat, in Lexio Arab. Fr. Raphaëlë, Leyde, 1613, in-12º.
3. Grammatica arabica, quinque libris methodicè explicata, ibid., 1613, in-4º. Questa grammatica può essere considerata - dice M. Schnurrer - come la prima composta in Europa, non soltanto è stata ristampata più volte, ma ha fatto talmente da testo di riferimento che numerosi professori, soprattutto in Germania, hanno stampato grammatiche arabe, seguendo le tracce di Erpenius e a malapena hanno osato discostarsi da questa guida. Lo stesso studioso osserva che questa edizione è stata pubblicata in due formati, dapprima in grande formato - in-4º - per poter essere allegata al lessico di Raphelenge, e in seguito in un formato minore per renderlo facilmente trasportabile. Quest'ultimo formato è il più comune. La seconda edizione di questa grammatica, corretta e ampliata, come si può notare in un esemplare che reca annotazioni manoscritte dello stesso autore, apparve a Leida nel 1636, in-4º. L'editore, Anton Deusing, vi aggiunse le favole di Luqman e alcuni proverbi arabi con la traduzione latina di Erpenius. Le vocali e i segni ortografici sono marcati nel testo arabo. Si deve a Jacob Golius una ristampa di questa edizione, sotto il titolo di Linguœ arabicœ tyrocinium, Leyde, in-4º. Le aggiunte di questo sapiente ne sottolineano il merito. Esse si compongono di:
4. trecento proverbi arabi;
5. cinquantanove frasi tratte da poeti;
6. le Sure 31 e 61 del Corano;
7. la prima traduzione delle Maqamāt di al-Hariri;
8. un poema d'Abouloia;
9. una omelia del patriarca di Antiochia Elia III, sulla nascita di Cristo. Tutti questi brani sono accompagnati da una traduzione latina e da note di 232 frasi arabe;
10. la Sura 32 del Corano;
11. un secondo poema d'Abouloia. Golius ha pubblicato il testo di queste tre ultime aggiunte. Un'altra edizione fu pubblicata da Albert Schultens nel 1748, ristampata nel 1767. L'editore dopo aver riprodotto parola per parola la grammatica, le favole e un centinaio di frasi come riportate nell'edizione di Golius, ha aggiunto:
12. una prefazione in cui critica alcune opinioni errate formulate da studiosi ebrei sulla storia della scrittura ebraica e sull'autorità della cabala o della tradizione;
13. estratti dalla Hamāsa, raccolta compilata dal poeta siriano Abū Tammām, unitamente ad una traduzione e ad un apparato di note. Michaelis pubblicò nel 1771 a Gottinga una edizione abbreviata di questa opera. Morso, professore di lingue orientali a Palermo, pubblicò nel 1796, una nuova edizione della grammatica araba e delle favole di Luqman con allegato un glossario;
14. Proverbiorum arabicorum centuries duæ, ab anonymo quodàm arabe Collectes, etc., Leyde, 1614; 2ª edizione, ibid., 1623, David Rivault de Flurence, acquistò il manoscritto di questi proverbi a Roma. Una volta rientrato in patria, lo inviò a Isaac Casaubon, unitamente alla traduzione grezza e spesso incomprensibile fatta da un maronita. Casaubon, a sua volta, inviò la maggior parte dell'opera a Scaliger, pregandolo di spiegare le frasi più difficili. Questi in breve tempo restituì il manoscritto accompagnato da una traduzione in latino e da note; Casaubon inviò una copia più completa e corretta del manoscritto a Joseph Scaliger, con la richiesta di completare ciò che aveva iniziato tanto bene: Scaliger acconsentì, ma la morte lo colse nel mezzo dell'opera. Allorché Erpenius giunse a Parigi nel 1609, Casaubon gli propose di terminare questo lavoro per poter essere finalmente pubblicato, Erpenius accettò e si mise all'opera instancabilmente per poterla far stampare a Parigi presso Le Bé, che aveva inciso dei caratteri arabi molto belli; ma, deluso dalle aspettative, rimandò la pubblicazione al suo ritorno a Leyda. La prima Centuria di questi proverbi fu pubblicata da Senuert a Witteffiberg nel 1658, ristampata nel 1724. Scheidius fece stampare a Hafderwiek nel 1775 delle penitenze... arabe pubblicate precedentemente da Erpenius.
15. Locmani sapientis fabulæ et selectà quœdam arabum adagio, cum interprétation latina et notis, Leyde, 1615]. Questa è la prima edizione delle favole, che sono state stampate in gran quantità. Questa edizione fu presentata in due forme; una che conteneva solo il testo arabo, l'altra che conteneva anche la traduzione latina, un'ampia prefazione ed un apparato di note. Le massime proverbiali sono in numero di cento. Tannegui Le Fevre tradusse in giambi latini, e pubblicò a Saumur, le prime sedici favole di Luqman sulla scorta della versione di Erpenius. Una seconda edizione di queste favole reca la data del 1636 e si presenta come un libro separato, ma esso fu staccato dall'edizioine della grammatica araba di cui faceva parte. Golius stampò di nuovo le massime in Arabling Tijrocinium, Leyde, 1656; esse si ritrovano ancora nell'edizione della grammatica di Erpenius, a cura di Schultens.
16. Pauli apost. ad Romanos epistola, arabice, ibid, 1615, in-4º. Questa epistola è seguita da quella ai Galati. Il testo arabo si presenta ortograficamente carente per la mancanza di alcuni caratteri di cui la stamperia, allestita su suggerimento di Erpenius, non era dotata a quell'epoca.
17. Novum D. N. Jesu Christi Testamentum. Arabice, Leyde, in-4º. Erpenius pubblicò solo il testo di questa traduzione in arabo del Nuovo Testamento, sulla scorta di un manoscritto della biblioteca di Leyda.
18. Pentateuchus Mosis, arabice, ibid., 1622. Anche quest'opera è stata pubblicata sulla base di un manoscritto della medesima biblioteca scritto in caratteri rabbinici, e riscritto in caratteri arabi da Erpenius. Il testo presenta svariati errori. L'autore di questa versione, che parrebbe essere un ebreo africano, segue così pedissequamente il testo ebraico, da rendere i solecismi dell'originale come solecismi della propria lingua.
19. Historia Josephi Patriarchœ ex Alcurana, cum triplici versione latinâ et scholiis Th. Erpenii, cujus præmittitur alphabetum arabicum, Leyde, 1617, in-4º. Nella prefazione, Erpenius dice che egli propone in questo alfabeto la prima prova dei propri caratteri arabi, e che le lettere vi saranno presentate con le loro affinità e le loro discrepanze, ciò faciliterà non solo la lettura dei libri stampati, ma anche quella dei manoscritti. A seguire la storia di Giuseppe, tratta dal Corano, si trova la sura dello stesso libro.
20. Grammatica arabica dicta Giarumia et liber centum regentium cum versione latina et commentariis, ibid., 1617, in-4º. Tommaso Obicini e Kirsten avevano già pubblicato quest'opera, il primo a Roma nel 1592 ed il secondo a Breslavia nel 1610, Erpenius precisa nella sua prefazione che egli ha rivisto e corretto il testo basandosi su quattro manoscritti, uno dei quali aveva le vocali mentre gli altri presentavano dei dotti commenti. Pare che Erpenius non conoscesse il nome dell'autore del libro dei Cento Reggenti, ma oggi sappiamo che si chiamava Abd-el-Cader Aldjordjany.
21. Canones de litterarum Alif, Waw et le apud Arabes naturâ et permutatione, ibid., 1618, in-4º. Questa è la ristampa del capitolo I della grammatica araba. In questa edizione si nota il lavoro di revisione dell'autore con una disposizione degli argomenti più agevole.

1. Rudimenta linguæ arabicæ; accedunt praxis grammatica et consiliam de studio arabica féliciter institmundo, ibid; in-8º. Questi rudimenti differiscono poco dalla grammatica araba. La differenza consiste in alcune abbreviazioni; ma  l'ordine e la divisione dei libri e dei capitoli sono rimaste invariate. Il consiglio circa il modo di studiare l'arabo con profitto, si compone di poche pagine e venne scritto rapidamente dall'autore, poco prima di partire per la Francia; fornisce il metodo che si deve seguire nello studio dei rudimenti e per poter poi passare ad un'altra lettura. Dopo la pagina 184 si trova la 64ª sura del Corano, unitamente ad una versione latina interlineare ed a spiegazioni grammaticali. I rudimenti vennero ristampati a Leyda nel 1628; a Parigi nel 1638, in-8º; e a Leyda, in-4º. Quest'ultima edizione è stata curata da Schultens, che vi ha aggiunto florilegio di frasi arabe, ed una Clams dialectonim Arabicœ linguœ prœsertim. Questa edizione, ampliata con tabelle più dettagliate, venne ristampata sempre a Leyda nel 1770.
2. Orationes très de linguarum ebreæ et arabicæ dignitate, ibid., 1621, in-12; la prima di queste tre orazioni venne stampata nel 1613 come abbiamo detto: delle altre due, una fu tenuta da Erpenius nel novembre del 1620, al suo ritorno in Francia per l'apertura del suo corso di lezioni, la seconda, invece, avente per tema la lingua ebraica, venne pronunciata nel settembre del 1620, in una circostanza simile.

1. Historia Saracæenica, etc., ibid., 1625, in-fol. Questo è il testo arabo con annessa traduzione della storia musulmana di Elmacin. Erpenius vi aggiunse la verziona Avabum di Roderie Ximenez, arcivescovo di Toledo. La traduzione latina è stata pubblicata anche senza il testo originale, in-4º, mentre il testo arabo solo in-8º.
2. Grammatica ebrœa generalis, ibid., 1621, Genève, 1627; Leyde, 1659. A quest'ultima edizione si trova aggiunta la 2ª edizione della Grammatica syra et chaldœa, del medesimo autore.
3. Grammatica syrica et chaldæa. 1628.
4. Psalmi Davidis. Syriace, ibid., 1628.
5. Arca num punctuatiofiis revelatum et oratio de nomine Tetragrammato.
6. Version et notes adarabicamparaphrasin in Ecang, S. Joannis, Rostock, 1626.
7. De peregrinations gallica utiliter instituenda fractatii, ibid., in-12.
8. Præcepta de lingua græcorum communi, Leyde, 1662, in-8º. Erpenius aveva in progetto molti altri libri, una edizione del Corano con un apparato di note ed una biblioteca orientale.  Nelle prefazioni delle sue grammatiche Erpenius egli parla anche di un Thésaurus grammaticus, che però non ha mai visto la luce.